# تل فيضة
تل فيضة على الضفة اليمنى لنهر الخابور هو موقع أثري في شمال سوريا. يعود تاريخه إلى العصر الحجري الحديث ما قبل الفخار وتم التنقيب في الموقع عام 1990.